# 尾形英夫
尾形英夫（おがた ひでお，1933年2月20日—2007年1月25日）為日本出版業中第一個以動畫為主題而成立的雜誌《Animage》的創辦人。

## 生平簡介
尾形英夫自1961年從明治大學畢業後，受聘於德間書店集團裡工作，後續接任旗下以娛樂八卦新聞為性質的雜誌《周刊朝日藝能》（週刊アサヒ芸能）編輯長。
1978年，尾形英夫受到喜愛看動畫的兒子影響，萌起創辦一個專以動畫為主題報導的雜誌念頭。之後尾形英夫將所想出的雜誌命名為《Animage》，並力邀當時同在德間書店下工作的鈴木敏夫擔任《Animage》的首任記者，而自身也成為《Animage》的首任編輯長。
自創辦雜誌《Animage》後，尾形英夫開始接洽動畫方面的企劃內容，包括後續鈴木敏夫所隸屬的吉卜力工作室裡數部作品。並在1994年3月31日從德間書店離任前，最高擔任過執行董事的職務。
2007年1月25日，尾形英夫因胃癌而離世，動畫導演宮崎駿在致辭上將尾形英夫喻為「是個來自於氣仙沼市、性格總是勇往前衝的唐吉訶德」。

## 參與作品
動畫
- 1984年─風之谷：企劃委員會成員
- 1985年─戰國魔神豪將軍：製作人
- 1985年─天使之卵：企劃
- 1986年─天空之城：企劃
- 1986年─GREY：企劃
- 1986年─亞里安：製作
- 1987年─女神轉生OVA：製作
- 1988年─銀河英雄傳說：企劃
- 1988年─龍貓：企劃
- 1988年─遠山櫻宇宙帖 名叫金的傢伙：企劃
- 1989年─魔女宅急便：企劃
- 1990年─魔獸戰線：企劃
- 1990年─亞人戰士：企劃
- 1990年─每天都是星期日：企劃
- 1991年─兒時的點點滴滴：企劃
- 1992年─紅豬：製作委員會成員
- 1993年─Big Wars：提案
- 1993年─銀河英雄傳說─新戰爭的序曲：企劃
- 1993年─海潮之聲：企劃
- 1994年─平成狸合戰：製片助理
- 1994年─Wild7：企劃
- 1994年─THE COCKPIT音速雷擊隊：企劃

漫畫
- 1982年─風之谷：總編輯

電影
- 1993年─稍微來一下呦 內衣競賽大作戰：企劃
- 1994年─無賴打手 傳說的暗中打鬥王！不敗傳說：企劃

## 個人著書
- 2004年─《射下那面旗！Animage血風錄》 Oakla出版 ISBN 4775504800

## 關係人物
- 高畑勳
- 宮崎駿
- 鈴木敏夫
- 德間康快
- 押井守
- 池田憲章
- 大野修一

## 外部連結
- 尾形英夫在互联网电影资料库（IMDb）上的資料（英文）